# Hermon z Jerozolimy
Hermon z Jerozolimy – trzydziesty ósmy biskup Jerozolimy; sprawował urząd w latach 300–314.